# Lugan (Tarn)
Lugan ist eine französische Gemeinde im Département Tarn in der Region Okzitanien. Sie gehört zum Arrondissement Castres und zum Kanton Les Portes du Tarn. 
Sie grenzt im Nordwesten an Saint-Sulpice-la-Pointe, im Nordosten an Saint-Lieux-lès-Lavaur, im Osten an Saint-Jean-de-Rives, im Südosten an Lavaur, im Süden an Garrigues und im Südwesten an Azas.

## Bevölkerungsentwicklung
| Jahr | 1962 | 1968 | 1975 | 1982 | 1990 | 1999 | 2008 | 2015 |
| ---- | ---- | ---- | ---- | ---- | ---- | ---- | ---- | ---- |
| Jahr | 206  | 194  | 168  | 198  | 234  | 262  | 423  | 402  |